# Empress of Britain (1906)
Ne doit pas être confondu avec Empress of Britain (1931).
Le RMS Empress of Britain était un paquebot transatlantique de la Canadian Pacific Steamship Company lancé le 11 novembre 1905 et qui assurait la liaison régulière entre le Canada et le Royaume-Uni entre 1906 et 1922, à l'exception de la période de la Première Guerre mondiale.
L’Empress of Britain fait partie d'une commande de deux paquebots jumeaux effectuée en 1904 par la Canadian Pacific Steamship auprès des chantiers navals de la Fairfield Shipbuilding and Engineering Company de Govan, un quartier de Glasgow, situé sur les rives de la Clyde, en Écosse. L’Empress of Britain et son jumeau, l’Empress of Ireland sont alors les deux plus grands navires construits par les chantiers maritimes de la Fairfield, dont l'architecte naval est Francis Elgar.